# Accra erythrocyma
Accra erythrocyma är en fjärilsart som beskrevs av Edward Meyrick 1930. Accra erythrocyma ingår i släktet Accra och familjen vecklare. Inga underarter finns listade i Catalogue of Life.